# Lucio Postumio Albino (cónsul 173 a. C.)
Lucio Postumio Albino  fue un político de la República romana del siglo II a. C.

## Familia
Probablemente fue hermano del cónsul del 174 a. C. Espurio Postumio Albino Paululo y del cónsul del 180 a. C. Aulo Postumio Albino Lusco.

## Carrera pública
Albino fue pretor en el 180 a. C. y designado propretor de la provincia de Hispania Ulterior al año siguiente. Su mando se prorrogó durante otro año, durante el cual derrotó a los lusitanos y a los vacceos. Cuando regresó a Roma en el 178 a. C., el Senado le recompensó con un triunfo.
Fue elegido cónsul en el 173 a. C. junto a Marco Popilio Lenas. Durante su consulado se le entregó a él y a su colega la guerra en Liguria. Albino sin embargo fue enviado primero a separar los terrenos públicos de los privados a Campania, ya que los grandes latifundistas estaban intentando ampliar sus posesiones a los terrenos de propiedad del Estado. Este asunto le mantuvo ocupado durante todo el verano, de manera que fue incapaz de gobernar su provincia. Durante su consulado estableció un peaje a los aliados para viajar por territorio romano y se restituyó la Festividad de Floralia.
En el 171 a. C., Albino fue uno de los embajadores enviados a Masinisa y a Cartago con órdenes de reclutar tropas para combatir a Perseo de Macedonia. En el 169 a. C. aspiró sin éxito a la censura. Sirvió bajo las órdenes Lucio Emilio Paulo Macedónico durante la tercera guerra macedónica y se le otorgó el mando de la segunda legión en la batalla contra Perseo de Macedonia. Durante la guerra, Albino recibió órdenes de saquear la población de Aeniae.
Albino sufrió las mofas de Catón el Viejo cuando intentó componer una historia en griego en la que se disculpaba en su propio prefacio de su pobre dominio de la lengua y al mismo tiempo mostraba su total adulación por todo lo helénico.